# Голцио (Бјела)
Голцио је насеље у Италији у округу Бијела, региону Пијемонт.
Према процени из 2011. у насељу је живело 46 становника. Насеље се налази на надморској висини од 704 м.